# Бенджамин Муканджо
Бенджамин Муканджо Биле (на френски: Benjamin Moukandjo Bilé) е камерунски футболист, нападател.

## Кариера
Муканджо започва кариерата си в Академия Каджи Спорт през 1998 г. Девет години по-късно, той се премества във Франция и се присъединява към Рен. През септември 2008 г., след като играе само за резервния отбор, той е преотстъпен в Лентенте.
Муканджо се завръща в Рен през юни 2009 г., но прекратява договора си и се присъединява към Ним на 31 август 2009 г. Той играе редовно в Лига 2, а по-късно преминава в АС Монако на 31 януари 2011 г.
През май, след изпадането на Монако в Лига 2, Бенджамин Муканджо е свързван с Ливърпул, но вместо това се присъединява към Нанси.
На 18 юли 2014 г. Муканджо е привлечен в Реймс с двегодишен договор.
На 13 юли 2017 г. е трансфериран в отбора от Китайската Суперлига „Дзянсу“.

## Национален отбор
На 4 юни 2011 г. Муканджо прави своя дебют за националния отбор по футбол на Камерун, в квалификационен мач за Купата на африканските нации 2012 г. срещу Сенегал.
Муканджо е сред избраните в отбора на Камерун за Мондиал 2014 г. и е титуляр във всичките три мача от групата срещу Мексико, Хърватия и Бразилия.
През 2017 г. е обявен за играч на мача във финалния мач, в който Камерун печели за пети път Африканската купа на нациите.

## Отличия

### Международни
Камерун
- Купа на африканските нации: 2017